# Dværg (menneske)
 For alternative betydninger, se Dværg. (Se også artikler, som begynder med Dværg)
En person med dværgvækst er et menneske, som er født med lidelsen achondroplasi; den mindsker højden til 120-147 cm  , og får træk som fremhævet pandeparti.
Dværgfolk, der ikke lider af achondroplasi, kendes også: fortidsmennesket Homo floresiensis og pygmæerne i Afrika.

## Eksterne links
1. ↑  Karakteristik Arkiveret 10. oktober 2011 hos  Wayback Machine på lfvdk.dk
2. ↑  Medlineplus om dværgvækst Arkiveret 5. september 2015 hos  Wayback Machine (engelsk)

- Netdoktor.dk om dværgvækst Arkiveret 13. oktober 2011 hos  Wayback Machine
- Dværgeforeningen (Danmark) Arkiveret 19. maj 2011 hos  Wayback Machine

| Sygdom | Spire Denne artikel om sygdom er en spire som bør udbygges. Du er velkommen til at hjælpe Wikipedia ved at udvide den. |